# Richard Rodgers (zeneszerző)
Richard Charles Rodgers (New York, 1902. június 28. – New York, 1979. december 30.) amerikai zeneszerző, dalszerző, drámaíró. Mintegy 900 slágert írt 43 Broadway-musicalbe, emellett számos filmhez és televíziós műsorhoz is komponált. Híres szövegírói: Loranz Hart majd Oscar Hammerstein II. A könnyűzenére kifejtett hatása napjainkig is érezhető.

## Életpályája

### Fiatalkora és tanulóévei
Jómódú német származású zsidó családba született New Yorkban. Anyja Mamie Levy, apja Dr. William Abrahams Rodgers, neves orvos, ő változtatta meg családnevüket Rodgers-re. Richard hatévesen kezdett zongorázni. Iskolás évei alatt a nyári szünetekben kezdett komponálni.
Lorenz Hartot és Oscar Hammersteint a Columbia egyetemen ismerte meg. 1921-ben az Institute of Musical Arts-ba került (ez ma a Juilliard zeneiskola). Itt Victor Herbert, Jerome Kern és a gyermekkorából jól ismert Broadway-i operettek hatásai jelentek meg zenéjében.

#### Rodgers és Hart

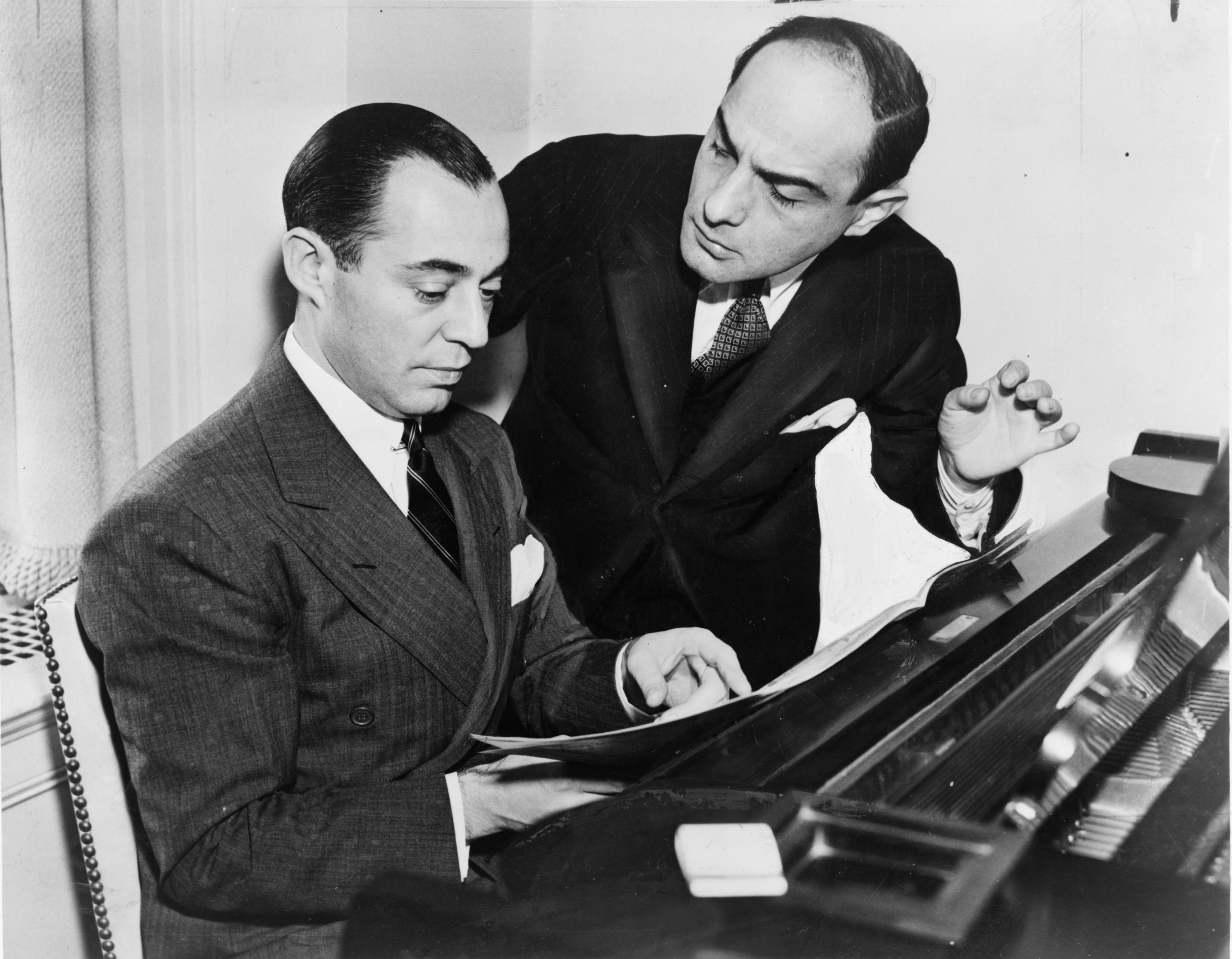
Richard Rodgers (ülő alak) Lorenz Harttal 1936-ban

1919-ben összehozza a sors Lorenz Harttal Phillip Leavittnek köszönhetően. A Rodgers/Hart páros számos amatőr musical-bohózatot készített. Első alkotásuk az Any Old Place With You című szám volt az A Lonely Romeo című darabból, azonban az első komolyabb darabjuk az 1920-as Poor Little Ritz Girl. Következő művüket, a The Melody Mant csak 1924-ben mutatják be.

#### Rodgers és Hammerstein
Hart egészségi állapotának romlása miatt Rodgers Oscar Hammersteinnel kezdett dolgozni. Első darabjuk, a formabontó Oklahoma! (1943-ban) a legsikeresebb együttműködés kezdetét jelenti az amerikai zenei színház történetében. Alkotásuk megújította a musical-formát; ami korábban dalok, táncok és komolytalan történetek laza füzére volt, koherens egységgé vált.
A Rodgers és Hammerstein nevével fémjelzett musicalek 35 Tony-t, 15 Oscart, két Pulitzert, két Grammy-t és két Emmy-t szereztek összesen.

### Magánélete
1930-ban feleségül vette Dorothy Belle Feinert. Lányuk, Mary Rodgers dalszerző és gyermekkönyv-író. Második kislányuk halva született, de még a harmincas években megszületett Linda Rodgers, harmadik lányuk. Rodgers unokája, Adam Guettel Tony-díjas musical-szerző. Másik unokájuk, Peter Melnick szintén zenés darabokat írt.

## Díjai, elismerései
Ő volt az első, aki mind Emmy-díjat, Grammy-díjat, Oscar-díjat, valamint Tony-díjat nyert (EGOT). Emellett nyert egy Pulitzer-díjat is, ezért Marvin Hamlisch mellett ő az egyetlen, akit mind az öt díjjal elismertek.

## Művei

### Lorenz Hart szövegével
- One Minute Please
- Fly with MeFly with Me (1920)
- Poor Little Ritz Girl (1920)
- The Melody Man (1924)
- The Garrick Gaieties (1925–26)
- Dearest Enemy (1925)
- The Girl Friend (1926)
- Peggy-Ann (1926)
- Betsy (1926)
- A Connecticut Yankee (1927)
- She's My Baby (1928)
- Present Arms (1928)
- Chee-Chee (1928)
- Spring Is Here (1929)
- Heads Up! (1929)
- Ever Green (1930)
- Simple Simon (1930)
- America's Sweetheart (1931)
- Love Me Tonight (1932)
- Jumbo (1935)
- On Your Toes (1936)
- Babes in Arms (1937)
- I'd Rather Be Right (1937)
- I Married an Angel (1938)
- The Boys from Syracuse (1938)
- Too Many Girls (1939)
- Higher and Higher (1940)
- Pal Joey (1940–41)
- By Jupiter (1942)
- Rodgers & Hart (1975), Rodgers és Hart revü

### Oscar Hammerstein II szövegeivel
- Oklahoma! (1943)
- Carousel (1945)
- State Fair (1945) (film)
- Allegro (1947)
- South Pacific (1949)
- The King and I (1951)
- Me and Juliet (1953)
- Pipe Dream (1955)
- Cinderella (1957)
- Flower Drum Song (1958)
- A muzsika hangja (1959)
- A Grand Night for Singing (1993), Rodgers és Hammerstein revü
- State Fair (1996) (musical a film alapján)

### Egyéb művek más szövegíróktól
- Victory at Sea (1952) (Robert Russell Bennett)
- No Strings (1962) (Rodgers)
- Do I Hear a Waltz? (1965) (Stephen Sondheim)
- Two by Two (1970) (Martin Charnin)
- Rex (1976) (Sheldon Harnick)
- I Remember Mama (1979) (Martin Charnin/Raymond Jessel)